# Tiền xu kỷ niệm

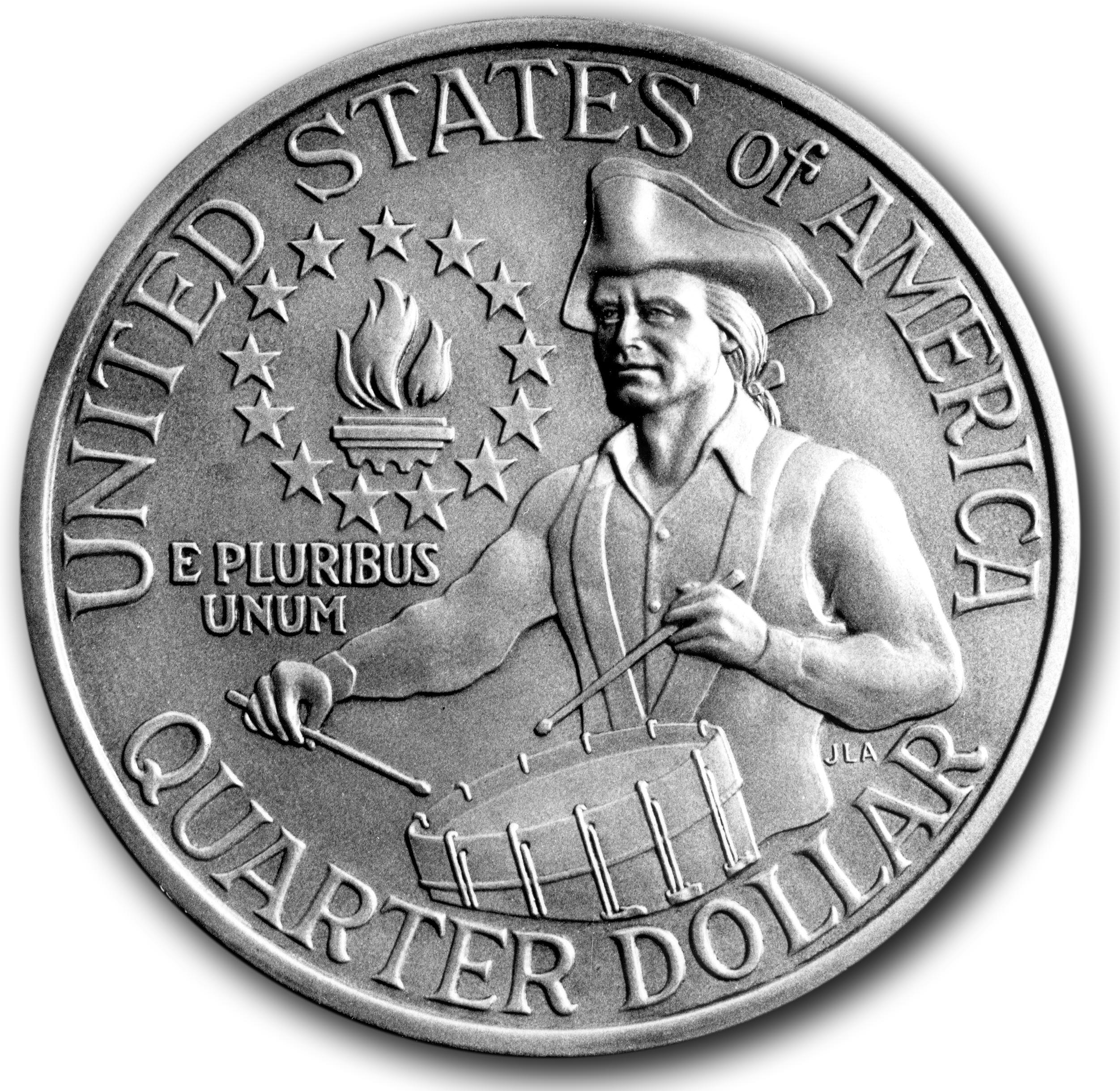
Đồng xu 25 cent kỷ niệm của Hoa Kỳ

Tiền xu kỷ niệm (Tiếng Anh: Commemorative coin), là loại tiền xu được phát hành để kỷ niệm một sự kiện nào đó, chúng được thiết kế riêng biệt liên quan đến sự kiện đó. Phần lớn đồng xu loại này chỉ dùng để phục vụ cho sưu tầm, một số ít quốc gia cũng phát hành tiền xu kỷ niểm để lưu hành.